# Tingo (Arequipa)
Tingo, llamada también la Villa de Tingo, es un pueblo perteneciente al Distrito de Arequipa, en la Provincia de Arequipa, Departamento de Arequipa, Perú. Está ubicada al sur de la ciudad de Arequipa.
El pueblo destaca por su balneario, que contiene una pequeña laguna donde la gente puede bañarse para relajarse. Alrededor de la laguna, se encuentran algunos pequeños sitios recreativos, así como un servicio de comida en plena calle.
Una quebrada llamada Tingo Grande se ubica dentro de la zona.
El pueblo tiene enlaces con algunos personajes de la historia del Perú. Allí nació el Coronel Mariano Bustamante, combatiente en la Guerra del Pacífico y héroe de la Batalla de Arica; pasó sus primeros años el sentenciado asesor gubernamental Vladimiro Montesinos; y vivió el médico Jacobo Hunter, quien años después de su muerte fue honrado al poner con su nombre al distrito donde el Tingo estaba ubicado.